# Fearless and United: Guards
Fearless and United - Guards (FAU-G) est un futur jeu vidéo d'action multijoueur en ligne indien créé par nCore Games basé à Bangalore et promu par l'entrepreneur Internet Vishal Gondal (en).

## Publication
Il est lancé le 26 janvier 2021, avec l'intention de soutenir le mouvement Atmanirbhar Bharat (en) du Premier ministre Narendra Modi,. Le jeu a été annoncé par l'acteur/producteur Akshay Kumar via ses comptes Twitter et Instagram, et est disponible sur Android et iOS,,,.

## Développement
Vishal Gondal et Akshay Kumar ont annoncé que 20% des revenus nets générés par le jeu seraient reversés à Bharat Ke Veer (en),.

## Controverse
L'annonce du prochain jeu est survenue peu de temps après que l'application de jeu PUBG Mobile produite en Chine a été interdite en Inde avec 117 autres applications chinoises. Il y avait de nombreuses spéculations selon lesquelles le jeu était destiné à remplacer PUBG pour le marché indien et l'idée venait d'un jeu chinois. Cependant, dans un entretien téléphonique, Gondal a nié que le jeu a été développé comme un substitut à PUBG et a affirmé que ce n'est pas un battle royale comme PUBG.